# سابا (مغنية)
آنا سابا ليك أولينشلايغر (من مواليد 11 أغسطس 1997) هي مغنية وممثلة مسرحية موسيقية وعارضة أزياء دنماركية والمعروفة ببساطة باسم سابا، مثلت الدنمارك في مسابقة الأغنية الأوروبية 2024 بأغنية "Sand"، تقدمت في المسابقة إلى الدور نصف النهائي الثاني من الحدث.